# گلگت
گِلگِت از شهرهای پاکستان و مرکز منطقه گلگت-بَلتستان است.
گلگت بیش از ۲۰۰ هزار نفر جمعیت دارد و بلندی آن از سطح دریا ۱۵۰۰ متر است.
این شهر در دوران باستان سارگین نام داشت و بعداً گِلِت نامیده شد که مردم محل هنوز از این نام استفاده می‌کنند. شهر گلگت به همراه شهرهای اسکاردو، اسکولی پایگاه‌های اصلی کوهنوردان به کوهستان‌های قراقروم و قله‌های هیمالیا به‌شمار می‌آید.
شهر گلگت در دره‌ای نسبتاً تنگ قرار دارد و کنار رودخانه است و بازاری کوچک هم آنجا موجود است.
این منطقه دارای چندین رودخانه، پانزده دریاچه و پنج چشمه آب گرم است. آب این چشمه‌ها برای تندرستی و بهداشت مفید تلقی می‌شود.
محصولات مهم آن میوه‌های خشک (از قبیل کشمش) است و چرم حیوانات و پشم گوسفندان هم در این منطقه بدست می‌آید.

## تاریخچه
در پی کشمکش گروه‌های مختلف در جامو و کشمیر، ناصرالدین محمدغازی خان حکومت مسلمان خاندان چَک را، که در حدود گلگت ساکن بودند، در ۹۵۸ بنیان نهاد که تا اواخر سده دهم برقرار بود.
در دوره دوگره‌ها، جامو و کشمیر به چهار قسمت اداری سرزمین کشمیرآزاد ، گلگت بخشی از خیبرپختونخوا  ، و لداخ هم بخشی از هند تقسیم شد.
در ۱۳۲۷ خورشیدی/۱۹۴۸ مردم بلتستان و ایالت کشمیر آزاد در پاکستان خواستار استقلال مناطق خود از هند و الحاق به پاکستان شدند. در ۲ اردیبهشت ۱۳۲۷/ ۲۱ آوریل ۱۹۴۸، شورای امنیت قطعنامه‌ای تصویب کرد که به موجب آن، به هند اجازه داده شد نیروهایش را در منطقه نگه دارد و دبیر کل سازمان ملل نیز اجازه یافت یک مجری همه پرسی به عنوان کارگزار ایالت جامو و کشمیر تعیین کند.
از مناطق مهم گلگت سلطنت نگر دارای اهمیت ویژه‌ای در تاریخ برخوردار است. در جنگ آزادی گلگت بلتستان فرماندهی افرادی چون کرنل احسان و بابر باعث موفقیت و حصول این منطقه شد.
این منطقه دارای سنگهای قیمتی هم هست. سمایر [نگر]، شگر[بلتستان]، از مناطق مشهور از منابع معدن در این ایالت به شمار می‌روند.

## نگارخانه

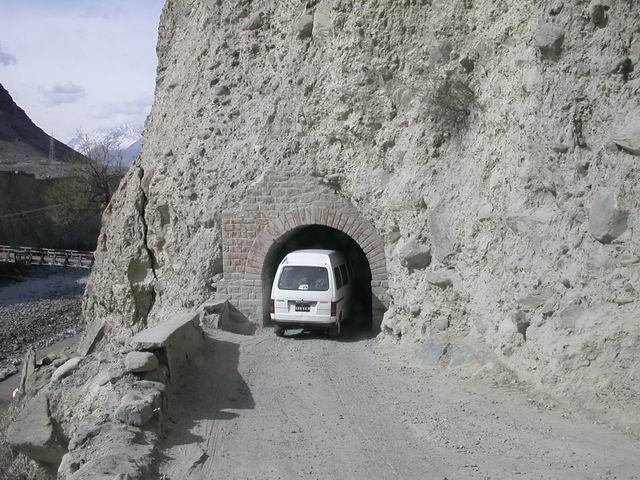
Danyor Tunnel
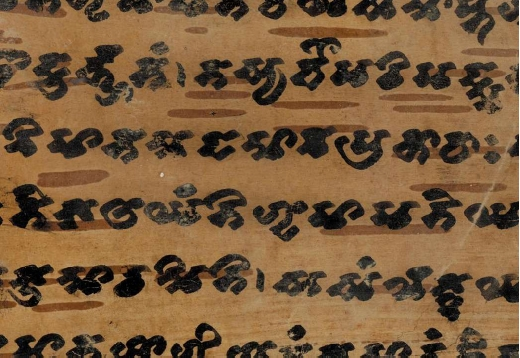